# Ch!pz
Ch!pz is een Nederlandse popgroep die nationaal en internationaal actief is. De groep begon in 2003, maar werd wegens afnemend succes in 2011 door het management opgeheven. De groep keerde in 2018 weer terug.

## Biografie

### Start "The adventures of Ch!pz": 2003–05
Ch!pz ontstond  in april 2003. Na auditierondes kwamen Rachel van den Hoogen oftewel Rach-L (1983), Cilla Niekoop oftewel C!lla (1985), Peter Rost (1984) en Kevin Hellenbrand oftewel Kev!n (1985) uit de bus voor een nieuwe popgroep. De eerste single van Ch!pz, Ch!pz in Black, wist al snel de eerste plaats van de Dutch Single Top 100 te bereiken. Een platina plaat was het gevolg.
De volgende single, Cowboy stond in de derde week op de eerste plaats van de Dutch Single Top 100. Daar stond deze single drie weken. In het jaaroverzicht van de Mega Top 100, stond Ch!pz met de singles Ch!pz in Black en Cowboy in de top 10. Beide singles verkochten meer dan 110.000 exemplaren.
In februari 2004 kwam het debuutalbum The adventures of Ch!pz uit. Op dit album stonden niet alleen de nummers Ch!pz in Black en Cowboy, maar ook de single Captain Hook. Deze single was alleen een minder groot succes dan de twee voorafgaande singles.

### Succes "The world of Ch!pz": 2005–10
In 2005 was Ch!pz weer terug in de hitlijsten. De eerste single van het nieuwe album The world of Ch!pz, 1001 Arabian Nights stond wederom op de eerste plaats van de Dutch Single Top 100, evenals de opvolger, One, Two, Three!. Het album The World of Ch!pz verscheen naast de normale editie, ook in een speciale Limited Edition. Het album werd bekroond met platina. Als laatste single van het album kwam Carnival uit. De videoclip daarvan werd opgenomen in Disneyland Parijs. Ook dit nummer bereikte de eerste plaats. Tevens lanceerde Ch!pz in samenwerking met kledingwinkelketen C&A in ditzelfde jaar een eigen kledinglijn, deze verscheen onder de naam Ch!pz Cho!z.
Ondertussen probeerde Ch!pz hun succes over te brengen in het buitenland. In Duitsland, Zwitserland en Oostenrijk verschenen de singles Ch!pz in black en Cowboy. Cowboy stond in Duitsland en Oostenrijk op de eerste plaats. Het debuutalbum werd in die landen bekroond met goud.
Omdat Ch!pz zoveel in het buitenland was, en hun Nederlandse fans niet te lang wilden laten wachten op nieuw materiaal, besloten ze om hun nieuwe album, Past: Present: Future op te splitsen in twee minialbums. Als eerste single van deel 1 kwam Gangstertown uit. In de videoclip van de single speelde Karin Bloemen een kleine rol. Ter promotie verscheen er ook een videoclip van het nummer Waikiki Beach. Uit handen van Gerard Joling kreeg Ch!pz voor Past: Present: Future: Part 1 een gouden plaat.
One day when I grow up was de eerste single van het tweede minialbum Past: Present: Future: Part 2. Op het album stonden onder andere Studio 54 en de kerstsingle Christmas time is here. Ch!pz scoorde hiermee een grote kersthit.
In 2007 startte Ch!pz met hun eerste theatertournee, Past: Present: Future in Nederland. Deze show werd volledig geproduceerd door Joop van den Ende. Ook kwamen de singles Cowboy en Ch!pz in Black uit in Engeland. In maart 2007 won Ch!pz de prijs Beste popgroep op de twintigste editie van de Nickelodeon Kids' Choice Awards.
Op 6 april 2007 kwam de single Studio 54 uit. In de videoclip van dit nummer is Ch!pz voor het eerst geanimeerd te zien. Dit nummer staat ook op de verzamelaar The H!tz Collection. Naast alle tophits van Ch!pz staan hier ook de nieuwe nummers The biggest show on earth, Never saying goodbye en een speciale remix van de debuutsingle Ch!pz in Black. Ook ontving Ch!pz op 6 mei 2007 uit handen van Irene Moors en Carlo Boszhard in het programma Life & Cooking een speciale prijs, omdat ze 1,5 miljoen beeld- en geluidsdragers hadden verkocht in Europa. In 2007 was Ch!pz een van de gastoptredens tijdens het vijfde seizoen van het Junior Eurovisiesongfestival in Rotterdam. Ze traden op met het nummer Make a big splash, deze werd later herschreven tot Ch!pz Dance Xper!enz. 
Vanaf 18 februari 2008 tot 8 februari 2009 was Ch!pz te zien in hun eigen televisieprogramma genaamd Ch!pz Dance Xper!enz, in dit programma leerde Ch!pz aan een groep kinderen in de studio en kinderen die via de televisie keken de verschillende dansjes die bij hun videoclips hoorde. Het programma werd relatief goed bekeken waardoor Ch!pz in september 2009 op een kort tournee ging waarbij ze langs verschillende scholen door Nederland gingen om net als in het programma de verschillende danspasjes uit hun eigen videoclips aan de scholieren te leren. Naar dit programma werd tevens een single en een album vernoemd.
In november 2009 was Ch!pz een van de gastartiesten op de eerste editie van Het Club van Sinterklaas Feest.

### Split "The New Adventures of Ch!pz": 2010–11
Op 27 november 2010 werd bekend dat de groep werd opgeheven door het management. Het management zag geen succes meer in de groep en zo besloot het niet verder te gaan. Ook werd daarbij bekendgemaakt dat hun aankomende single The New Adventures of Ch!pz niet meer uitgebracht zou worden. Er waren wel plannen om onder eigen beheer een doorstart te maken met Ch!pz, maar de auteursrechten van de singles en Ch!pz lagen bij het management en daardoor werd het voor de vier onmogelijk om zelf nog door te gaan.
Na het definitieve einde van Ch!pz is ieder zijn eigen weg gegaan. Peter Rost werd lid van de dans- en illusiegroep The Devils, waarmee hij in 2012 meedeed aan het programma Holland's Got Talent. Hiermee wisten zij de finale te bereiken, maar die wonnen ze niet. In 2013 deden ze mee aan de Franse versie van de show, maar ook hier kwamen ze niet verder dan de finale. Kevin Hellenbrand is na Ch!pz meteen solo gegaan. Onder de naam Kevin Hellenbrand bracht hij onder meer Good Times uit. Cilla Niekoop werd presentatrice bij Omroep Brabant.

### Terugkeer: 2018–22
Op 1 april 2018 maakte Ch!pz bekend dat ze een optreden zouden geven in de Ziggo Dome. Dit bleek een grap te zijn. Hierop kwamen heel veel positieve reacties, waardoor de vier leden van de groep de opties voor een terugkeer gingen bekijken. Op 23 oktober 2018 maakte ze bekend dat Ch!pz weer bij elkaar gekomen is voor optredens. Op Qmusic bij Domien Verschuuren vertelden zij dat ze onder andere optreden bij Qmusic Foute Party in juni 2019. Op 27 oktober 2018 trad Ch!pz weer voor het eerst op tijdens het halloweenfestival van Smèrrig in de Brabanthallen. In 2019 was de groep te zien op Paaspop en Dreamfields Festival.
Sinds september 2021 is Bram Blankestijn onderdeel van de groep. Doordat Peter deels in het buitenland woont is het voor hem niet mogelijk om bij elke optreden en show aanwezig te zijn. Wanneer Peter niet aanwezig is zal Blankestijn hem vervangen.
Gedurende het einde van 2021 en het begin van 2022 werden er onverwachts nieuwe digitale singles uitgebracht. Deze werden allemaal online uitgebracht met een B-kant die al eerder op één van hun albums was uitgekomen. Deze singles waren de nummers "Fiësta" (met de B-kant "One, Two, Three!"), "Make A Big Splash" (met de B-kant "Captain Hook"), "Ain't Nobody" (met de B-kant "Jungle Beat"), "Body's Poppin'" (met de B-kant "Haunted House"), "Come To Bollywood (Boom Shakalan)" (met de B-kant "1001 Arabian Nights"), "Medley: The Adventures of Ch!pz" (met de B-kant "Christmas Time Is Here"), "Lambada Song" (met de B-kant "The Happy Hook"), "I Like Watcha Do 2 Me" (met de B-kant "Say I'm Ur No. 1") en "Rock Steady" (met de B-kant "Bang Bang"). Met uitzondering van "Make A Big Splash" en "Medley: The Adventures of Ch!pz" komen deze nummers allemaal oorspronkelijk van het (digitaal niet-beschikbare) album Ch!pz Dance Xper!enz. "Make A Big Splash" was namelijk opgenomen voor het Junior Eurovisiesongfestival 2007, waar ze dit nummer live debuteerden en de "Medley: The Adventures of Ch!pz" was al eerder uitgebracht op de cd-singles van Cowboy en Captain Hook. Later is ook het volledige CDX album beschikbaar gemaakt op digitale platformen.

### Wereldwijd viraal: 2022-heden
In november 2022 ging Ch!pz met het nummer 1001 Arabian Nights wereldwijd viraal op TikTok. Het nummer dat oorspronkelijk in 2004 werd uitgebracht verscheen in oktober 2022 in verschillende video's op TikTok waarin mensen een nieuw dansje op het nummer deden, als reactie hierop plaatstte de popgroep op 19 november 2022 op hun account een video waarin ze het oude en nieuwe dansje op het nummer deden. Vervolgens gingen ze wereldwijd viraal; hun video werd in negen dagen tijd ruim 15 miljoen keer bekeken, daarnaast werden er in elf dagen tijd ruim 2,6 miljoen nieuwe video's met hun nummer op het platform geplaatst. Hierdoor kwam er een herleving van het nummer en behaalde het de eerste plek in de Viral charts-hitlijsten op Spotify in Australië, Oostenrijk, Singapore, Zweden, Denemarken, Finland en Polen. Tijdens het viraal gaan was Ch!pz in meerdere televisieprogramma's zoals Kids Top 20, Koffietijd en Beau te zien om erover te praten en op te treden.
Mede dankzij deze viraal verkreeg Ch!pz vanaf januari 2023, voor het eerst sinds zijn terugkeer, weer optredens in Duitsland. Daarnaast maakten ze in oktober 2023 hun debuut met een optreden in China tijdens het Froggi's Family Festival in Laiyuan.

## Discografie

### Albums
| Album met eventuele hitnotering(en) in de Nederlandse Album Top 100 | Datum van verschijnen | Datum van binnenkomst | Hoogste positie | Aantal weken | Opmerkingen |
| ------------------------------------------------------------------- | --------------------- | --------------------- | --------------- | ------------ | ----------- |
| The Adventures of Ch!pz                                             | 2004                  | 14-02-2004            | 2               | 47           |             |
| The world of Ch!pz                                                  | 2005                  | 26-03-2005            | 2               | 34           |             |
| Past: Present: Future: Part I                                       | 2006                  | -                     |                 |              | Goud        |
| Past: Present: Future: Part 2                                       | 2006                  | 25-11-2006            | 19              | 14           |             |
| The H!tz Collection                                                 | 2007                  | 12-05-2007            | 10              | 18           |             |
| CDX (Ch!pz Dance Xper!enz)                                          | 2008                  | 20-09-2008            | 39              | 5            |             |

### Singles
| Single met eventuele hitnotering(en) in de Nederlandse Top 40 | Datum van verschijnen | Datum van binnenkomst | Hoogste positie | Aantal weken | Opmerkingen                          |
| ------------------------------------------------------------- | --------------------- | --------------------- | --------------- | ------------ | ------------------------------------ |
| Ch!pz in black (Who you gonna call)                           | 2003                  | 16-08-2003            | 2               | 15           | Nr. 1 in de Single Top 100 / Platina |
| Cowboy                                                        | 2003                  | 08-11-2003            | 1(3wk)          | 14           | Nr. 1 in de Single Top 100 / Platina |
| Captain Hook                                                  | 2004                  | 08-05-2004            | 5               | 7            | Nr. 3 in de Single Top 100 / Goud    |
| 1001 Arabian Nights                                           | 2004                  | 20-11-2004            | 1(4wk)          | 13           | Nr. 1 in de Single Top 100 / Platina |
| One, two, three!                                              | 2005                  | 05-03-2005            | 1(3wk)          | 9            | Nr. 1 in de Single Top 100 / Platina |
| Carnival                                                      | 2005                  | 27-08-2005            | 1(2wk)          | 9            | Nr. 1 in de Single Top 100           |
| Gangstertown                                                  | 2006                  | 06-05-2006            | 5               | 9            | Nr. 2 in de Single Top 100           |
| One day when I grow up                                        | 2006                  | 30-09-2006            | 7               | 7            | Nr. 2 in de Single Top 100           |
| Christmas time is here                                        | 2006                  | 23-12-2006            | 8               | 3            | Nr. 4 in de Single Top 100           |
| Studio 54                                                     | 2007                  | 14-04-2007            | 8               | 5            | Nr. 7 in de Single Top 100           |

| Single met hitnotering(en) in de Vlaamse Ultratop 50 | Datum van verschijnen | Datum van binnenkomst | Hoogste positie | Aantal weken | Opmerkingen |
| ---------------------------------------------------- | --------------------- | --------------------- | --------------- | ------------ | ----------- |
| Ch!pz in black (Who you gonna call)                  | 2003                  | 20-12-2003            | 40              | 3            |             |
| Cowboy                                               | 2003                  | 19-06-2004            | 37              | 6            |             |
| Gangstertown                                         | 2006                  | 24-06-2006            | 38              | 6            |             |
| One day when I grow up                               | 2006                  | 21-10-2006            | top13           | -            |             |

### Dvd’s
| Dvd's met hitnoteringen in de Nederlandse Music Top 30 | Datum van verschijnen | Datum van binnenkomst | Hoogste positie | Aantal weken | Opmerkingen |
| ------------------------------------------------------ | --------------------- | --------------------- | --------------- | ------------ | ----------- |
| The next adventure                                     | 2004                  | 04-09-2004            | 1(1wk)          | 23           |             |
| The world of Ch!pz                                     | 2005                  | 26-11-2005            | 5               | 14           |             |

### Ander
- 2009: What Time Is It (High School Musical) (vrijgegeven via Myspace)[18]

## Tracklistinformatie

### Albums
The adventures of Ch!pz
- Label: Glam Slam
- Tracklist:

1. Cowboy
2. Captain Hook
3. Bang Bang
4. Ch!pz in Black (Who You Gonna Call?)
5. Say I'm Ur No 1
6. Milky Way
7. The Haunted House
8. 4 Who U R
9. The Happy Hook
10. Jungle Beat
11. Slay Slay
12. Timeriders

The world of Ch!pz
- Label: Glam Slam
- Tracklist:

1. One, Two, Three!
2. 1001 Arabian Nights
3. I Wanna See
4. Kiss Me
5. Rockstar
6. Holiday!
7. This Is How We Do It
8. In the Game (The Football Song)
9. It's So Easy (The Best Things in Life Are Free)
10. Rhythm of the World
11. Superhero
12. The Happy Song

The world of Ch!pz (Limited Edition)
- Label: Universal
- Tracklist:

1. One, Two, Three!
2. 1001 Arabian Nights
3. I Wanna See
4. Kiss Me
5. Rockstar
6. Holiday!
7. This Is How We Do It
8. In the Game (The Football Song)
9. It's So Easy (The Best Things in Life Are Free)
10. Rhythm of the World
11. Superhero
12. The Happy Song
13. Carnival
14. Kung Fu Beat
15. Moviestar

Past: Present: Future: Part 1
- Label: Universal
- Tracklist:

1. Gangstertown
2. Waikiki Beach
3. High School Love
4. A Little Bit
5. Olympia
6. Veni Vidi Vici

Past: Present: Future: Part 2
- Label: Universal
- Tracklist:

1. Studio 54
2. One Day When I Grow Up
3. Mama
4. 1929
5. Walking on the Moon
6. Christmas Time Is Here

The H!tz Collection
- Label: Universal
- Tracklist:

1. CH!PZ In Black (Who You Gonna Call)
2. Bang Bang
3. Captain Hook
4. Rockstar
5. Mama
6. Carnival
7. Waikiki Beach
8. 1001 Arabian Nights
9. The Biggest Show On Earth
10. Gangstertown
11. One Day When I Grow Up
12. Studio 54
13. One, Two, Three!
14. Cowboy
15. Never Saying Goodbye
16. CH!PZ In Black (Remix)

CDX
- Label: Universal
- Tracklist:

1. Ch!pz Dance Xper!enz
2. Rock Steady
3. Rock Around The Block
4. Lambada Song
5. I Like Whatcha Do 2 Me
6. Honky Tonk Hero
7. Come To Bollywood (Boom Shakalan)
8. All The Way
9. Ain't Nobody
10. Body's Poppin'
11. Fiësta